# Leptodactylus sabanensis
Leptodactylus sabanensis é uma espécie de anfíbio da família Leptodactylidae. Pode ser encontrada na Gran Sabana na Venezuela, e no Lavrado, no estado de Roraima, Brasil.